# 尼崎市立園田小学校
尼崎市立園田小学校（あまがさきしりつ そのだしょうがっこう）は、兵庫県尼崎市食満1丁目にある公立小学校。

## 概要
尼崎市内でも数多くの歴史を持つ小学校である。大東亜戦争で、近くにある三菱電機伊丹製作所への空襲の巻き添えで、校舎が全焼する被害を受けたが、同じ場所に校舎を再建した。戦後、周辺地域の都市化が進んだことで市内屈指のマンモス校となった。　　　　　　　　　　　　　　

## 沿革
- 1873年（明治6年）10月 - 川辺郡園田村に、田能小学校として開校。
- 1878年（明治10年）8月 -校舎を新築し、御園小学校と改称。
- 1894年（明治26年）9月 -現在地に移転、園田西尋常小学校と改称。
- 1900年（明治33年）5月25日 -園田第一尋常小学校と改称。
- 1904年（明治37年）4月7日 -高等科を新設し、園田尋常小学校と改称。
- 1926年（大正15年）4月1日 -園田第一尋常高等小学校と改称。
- 1941年（昭和16年）4月1日 -国民学校令により、園田第一国民学校と改称。
- 1945年（昭和20年）6月 -空襲により校舎焼失。民間施設を借用し授業を継続。
- 1947年（昭和22年）3月1日 -園田村の尼崎市に編入に伴い尼崎市立園田第一国民学校と改称。
- 1947年（昭和22年）4月1日 -学制改革により尼崎市立園田小学校と改称。
- 1968年（昭和43年）4月1日 -校区分離により尼崎市立小園小学校を新設。
- 1970年（昭和45年）4月1日 -校区分離により尼崎市立園和北小学校を新設。
- 1973年（昭和48年）4月1日 -校区分離により尼崎市立園田北小学校を新設。
- 1980年（昭和55年）4月1日 -校区分離により尼崎市立園田南小学校を新設。
- 2011年（平成23年）10月1日 -普通教室棟のトイレ改修工事完了。
- 2016年（平成28年）4月1日 -耐震化工事による特別教室棟の建て替え完了。

## 通学区域
- 尼崎市
  - 御園1・2丁目
  - 瓦宮1・2丁目
  - 口田中1丁目
  - 食満1～7丁目
  - 猪名寺2丁目　　　　　　　
  - 南清水

## 通学区域が隣接している学校
- 尼崎市立園田北小学校
- 尼崎市立園和北小学校
- 尼崎市立園和小学校
- 尼崎市立園田南小学校
- 尼崎市立上坂部小学校
- 尼崎市立塚口小学校